# مجانسات حوت جورجيا
مجانسات حوت جورجيا (الاسم العلمي: †Georgiacetinae) هي أسرة من الثدييات المنقرضة تتبع فصيلة الحيتان الأولية من رتبة مزدوجات الأصابع.

## أجناس
- حوت جورجيا